# Нін (міфологія)

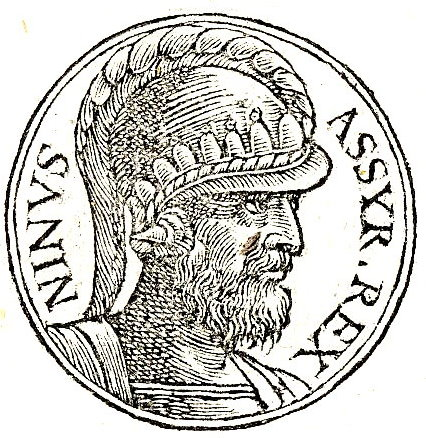
Портрет зі збірки біографій Promptuarii Iconum Insigniorum, 1553

Нін (дав.-гр. Νῖνος) — персонаж давньогрецької міфології , цар Вавилонії, епонім Ніневії. Він син Бела, правнук Геракла . Згідно з поглядами греків, першим з азійських царів почав вести війни з сусідами і підкорив їх . У союзі з аравійцями протягом 17 років завоював Західну Азію, перемігши і убивши царів Вірменії Барзана і Мідії Фарна. Потім пішов війною на бактрійского царя Оксіарта, з двохмільйонною армією обложив її столицю Бактру.
Убитий своєю дружиною Семирамідою . Згідно з Юстином, помер своєю смертю. Або помер від стріли при облозі міста.
Заснував місто Нін в Атурії (Ассирії).
Син Бела вважався сучасником Авраама .
Правив 52 роки . За Ктесієм, помер в 2189 до н. е. Згідно з Платоном, сучасник Троянської війни, Троя була частиною його держави .
У його гробниці зустрічаються Пірам і Фісба. «Град Ніна» згадує Фокілід. Відповідно до античних істориків, на колісниці перського царя розміщувалися статуї Ніна і Бела.
Близько I століття до н. е. став героєм так званого «Романа про Ніна».
Цілком імовірно, що під ним мається на увазі Тукульті-Нінурта I, а також Німрод.